# Karin Knapp
Karin Knapp (født 28. juni 1987 i Bruneck, Italien) er en professionel tennisspiller fra Italien.